# 周小莹
周小莹（1960年12月—），女，汉族，云南姚安人，中华人民共和国政治人物。曾任中国共产党第十九届中央纪律检查委员会委员，中央纪委国家监委驻中央统战部纪检监察组组长。